# Puente del Congosto
Puente del Congosto ist ein Ort und eine westspanische Gemeinde (municipio) mit 225 Einwohnern (Stand: 2024) in der Provinz Salamanca in der Autonomen Region Kastilien-León. Die Festung (castillo) und die mittelalterliche Steinbrücke (puente) über den Río Tormes sollen als Kulturgut (Bien de Interés Cultural) in der Kategorie Conjunto histórico eingetragen werden.

## Lage
Der Ort Puente del Congosto liegt am Oberlauf des Río Tormes knapp 71 km (Fahrtstrecke) südöstlich von Salamanca in einer Höhe von ca. 950 m. Das Klima im Winter ist kühl, im Sommer dagegen durchaus warm; die geringen Niederschlagsmengen (ca. 470 mm/Jahr) fallen – mit Ausnahme der nahezu regenlosen Sommermonate – verteilt übers ganze Jahr.

## Bevölkerungsentwicklung
| Jahr      | 1857 | 1900 | 1950 | 2000 | 2016 |
| Einwohner | 554  | 759  | 714  | 341  | 227  |

Zur Gemeinde (municipio) gehört auch der noch etwa 50 Einwohner zählende Weiler Bercimuelle. Der kontinuierliche Bevölkerungsrückgang seit der Mitte des 20. Jahrhunderts ist im Wesentlichen auf die Mechanisierung der Landwirtschaft sowie die Aufgabe von bäuerlichen Kleinbetrieben und den damit einhergehenden Verlust an Arbeitsplätzen zurückzuführen.

## Wirtschaft
Das wirtschaftliche Leben von Puente del Congosto ist in hohem Maße agrarisch orientiert – früher wurden Getreide, Weinreben etc. zur Selbstversorgung angepflanzt; Gemüse stammte aus den Hausgärten. Viehzucht (früher hauptsächlich Schafe und Ziegen, heute zumeist Rinder) und Forstwirtschaft (vor allem zur Gewinnung von Holzkohle) wurden und werden ebenfalls betrieben. Im Ort selbst haben sich Kleinhändler, Handwerker sowie Dienstleister aller Art angesiedelt. Heute werden zahlreiche Ferienwohnungen bzw. -häuser (casas rurales) vermietet.

## Geschichte

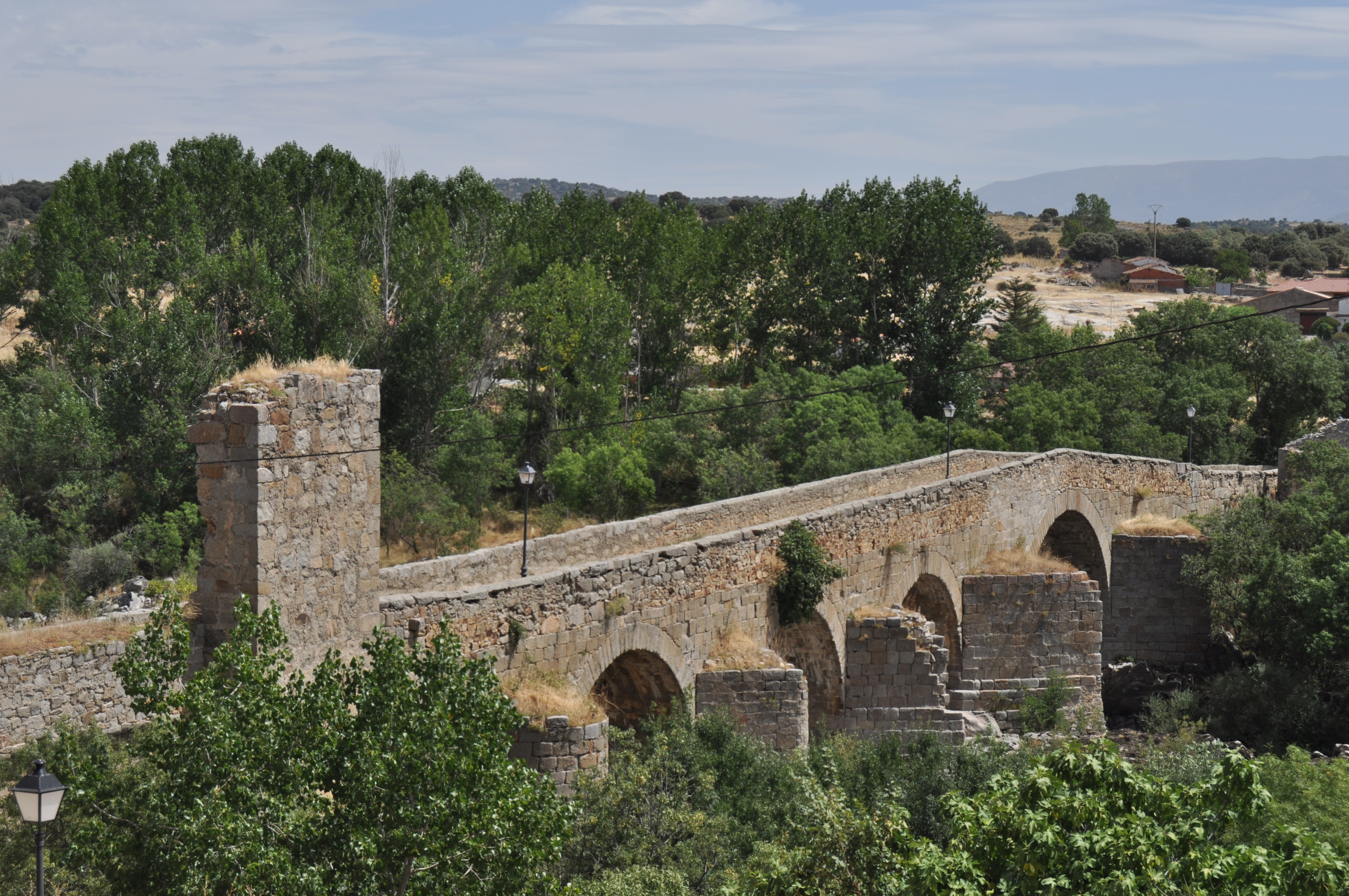
Puente del Congosto

Im 8. Jahrhundert überrannten die Mauren die Region; von einer Ortsgründung ist jedoch nichts bekannt. Im 11. Jahrhundert wurde die Gegend von den Christen zurückerobert (reconquista) und wiederbesiedelt (repoblación). Die Burg des Ortes geht auf das 11. Jahrhundert zurück, doch namengebend war eine mittelalterliche Steinbrücke über den Río Tormes; im 14. Jahrhundert kam der Ort in die Hände von Gil González Dávila. Im 16. Jahrhundert befand sie sich kurzzeitig in den Händen des Calatravaordens und gehörte anschließend dem Haus Alba.

## Sehenswürdigkeiten

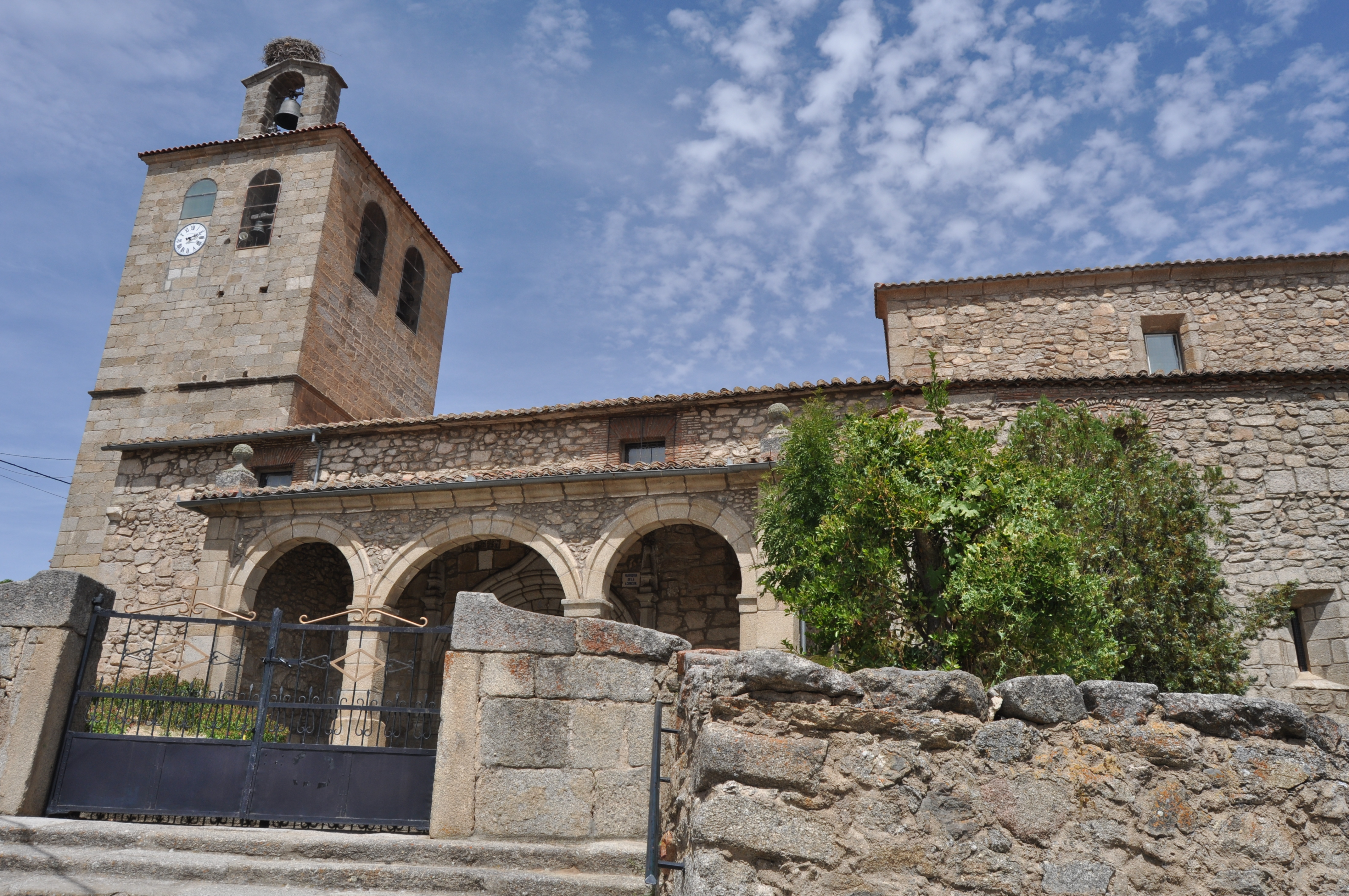
Puente del Congosto – Kirche

- Hauptattraktion des Ortes ist das vergleichsweise gut erhaltene Castillo de Puente del Congosto (oder auch Castillo de los Dávila).
- Eine ca. 120 m lange mittelalterliche Brücke (puente) über den Río Tormes beginnt bzw. endet zu Füßen des Burghügels. Sie stammt aus dem 12./13. Jahrhundert und diente sowohl Mensch und Tier als sicherer Übergang über den Fluss. Wahrscheinlich gehörte sie zum System der Cañadas Reales.
- Die im 16. Jahrhundert erbaute dreischiffige Iglesia de Nuestra Señora de la Asunción ist der Himmelfahrt Mariens geweiht. Das auf der Südseite befindliche Portal ist durch einen dreibogigen Portikus geschützt. Besonders beachtenswert sind mehrere barocke Altarretabel (retablos) im Chorbereich und an den Seitenwänden.[4]

Bercimuelle
- Die aus exakt behauenen Steinen errichtete Iglesia de San Salvador entstand im Jahr 1501; sie birgt eine teilweise bemalte Artesonado-Holzdecke und einen romanischen Taufstein.[5][6]